# 夏目坂通り

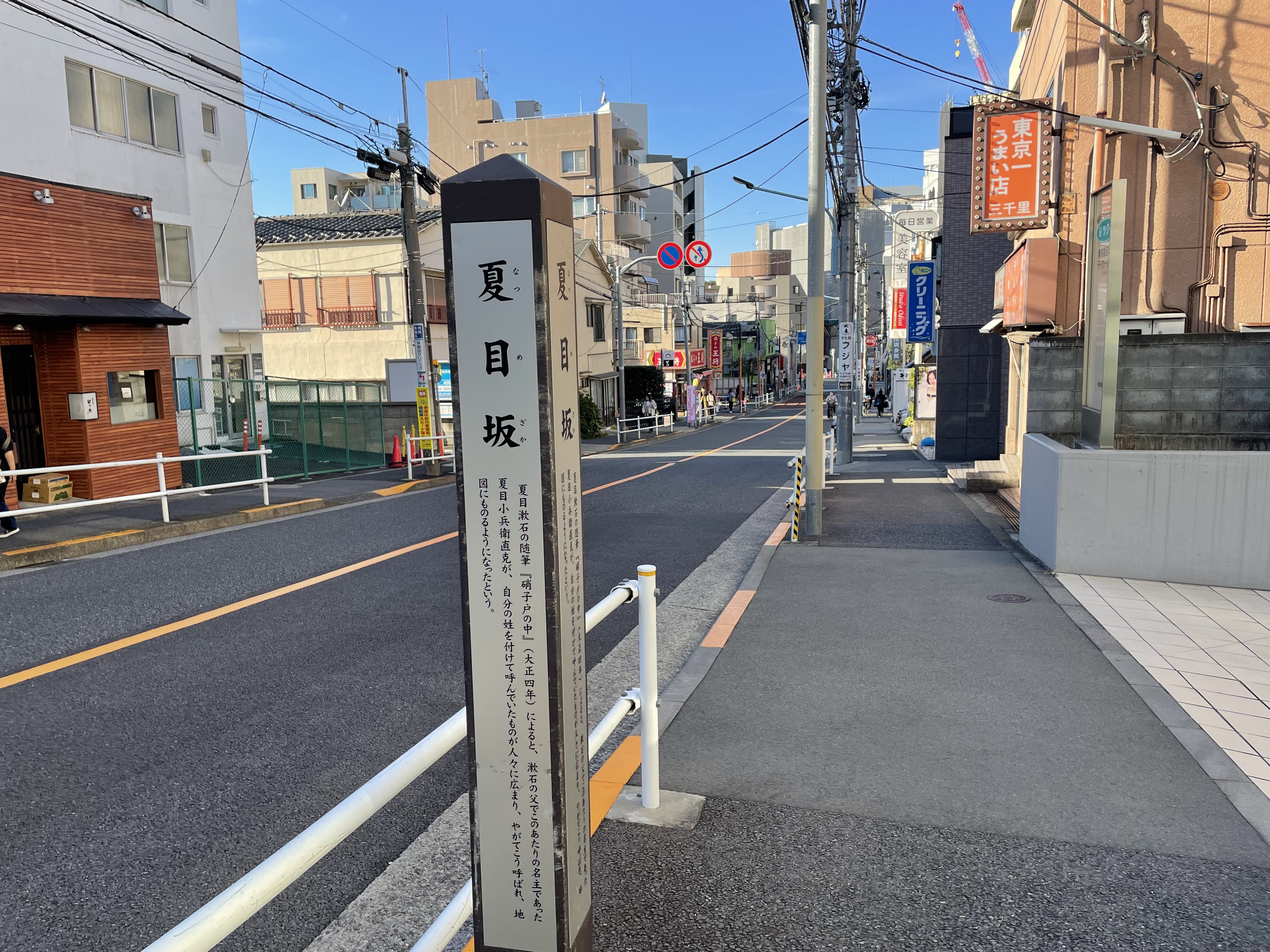
夏目坂

夏目坂通り（なつめざかどおり）は、東京都新宿区のやや北東部に位置する市町村道の一つである。距離は約690メートルで北の馬場下町交差点と南の若松町交差点を結ぶ坂道となっている。

## 名称の由来
夏目家（夏目漱石の生家）がこの坂の途上にあったことから命名。漱石自身も随筆『硝子戸の中』の中で
| 「 | 父はまだその上に自宅の前から南へ行く時に是非共登らなければならない長い坂に、自分の姓の夏目という名をつけた。不幸にしてこれは喜久井町ほど有名にならずに、ただの坂として残っている。しかしこの間、或人が来て、地図でこの辺の名前を調べたら、夏目坂というのがあったと云って話したから、ことによると父の付けた名が今でも役に立っているのかも知れない。 | 」 |

と詳述している。新宿区は漱石の偉業を偲び、この坂の3箇所に名称由来の標識と、坂下の記念碑を敷設した。

## 坂付近の状勢
低地に位置する北の早稲田通りと、高台に位置する南の大久保通りや抜弁天通りを結び、東側は住宅街が広がる原町が、西側は寺院や墓地が広がる喜久井町がある。坂の中腹には平坦な道が続き、この付近では明治年間創業の看板を掲げる料亭も多い。昼間は交通量の多い抜け道となっているが夜間や休日では比較的閑静な通りでもある。坂の途上にはコンビニ、居酒屋にデイケアサービス、医療機関と、年代層が限定されることのない住環境が整えられている。
また、坂の中腹に都営バス（早81系統：早大正門 - 渋谷駅東口）のバス停留所がある。坂のふもとは東京メトロ東西線の早稲田駅前にあたり、坂の頂上は都営大江戸線若松河田駅や牛込柳町駅まで徒歩5分の距離に位置するため、極めて交通機関に恵まれている。坂下には郵便局とマクドナルドがある。